# Брент Меткалф
Брент Меткалф (англ. Brent Metcalf; нар. 14 липня 1986, Флінт, штат Мічиган) — американський борець вільного стилю, бронзовий призер Панамериканського чемпіонату, чемпіон Панамериканських ігор, дворазовий срібний та бронзовий призер Кубків світу.

## Біографія
Боротьбою почав займатися з 1994 року.
Виступає за атлетичний клуб Нью-Йорка. Тренери Том Брендс та Террі Брендс.

## Спортивні результати на міжнародних змаганнях

### Виступи на Чемпіонатах світу
| Змагання                        | Збірна | Вагова категорія          | Місце |
| ------------------------------- | ------ | ------------------------- | ----- |
| Чемпіонат світу з боротьби 2010 | США    | вільна боротьба, до 66 кг | 20    |
| Чемпіонат світу з боротьби 2013 | США    | вільна боротьба, до 66 кг | 27    |
| Чемпіонат світу з боротьби 2014 | США    | вільна боротьба, до 65 кг | 12    |
| Чемпіонат світу з боротьби 2015 | США    | вільна боротьба, до 65 кг | 10    |

### Виступи на Панамериканських чемпіонатах
| Змагання                                   | Збірна | Вагова категорія          | Місце  |
| ------------------------------------------ | ------ | ------------------------- | ------ |
| Панамериканський чемпіонат з боротьби 2009 | США    | вільна боротьба, до 66 кг | Бронза |

### Виступи на Панамериканських іграх
| Змагання                  | Збірна | Вагова категорія          | Місце  |
| ------------------------- | ------ | ------------------------- | ------ |
| Панамериканські ігри 2015 | США    | вільна боротьба, до 65 кг | Золото |

### Виступи на Кубках світу
| Змагання                    | Збірна | Вагова категорія          | Місце  |
| --------------------------- | ------ | ------------------------- | ------ |
| Кубок світу з боротьби 2013 | США    | вільна боротьба, до 66 кг | Срібло |
| Кубок світу з боротьби 2014 | США    | вільна боротьба, до 65 кг | Бронза |
| Кубок світу з боротьби 2015 | США    | вільна боротьба, до 65 кг | Срібло |

### Виступи на інших змаганнях
| Змагання                                                               | Збірна | Вагова категорія                 | Місце  |
| ---------------------------------------------------------------------- | ------ | -------------------------------- | ------ |
| Золотий Гран-прі з боротьби 2010 (Баку)                                | США    | вільна боротьба, до 66 кг        | Бронза |
| Золотий Гран-прі з боротьби 2011 (Красноярськ)                         | США    | вільна боротьба, до 66 кг        | 5      |
| Кубок Тахті 2011                                                       | США    | вільна боротьба, до 66 кг        | Срібло |
| Тестовий турнір FILA 2011                                              | США    | вільна боротьба, до 66 кг        | Золото |
| Олімпійський кваліфікаційний турнір з боротьби 2012 (Кіссіммі-Орландо) | США    | вільна боротьба, до 66 кг        | Срібло |
| Гран-прі «Іван Яригін» 2013                                            | США    | вільна боротьба, до 66 кг        | Срібло |
| Rumble on the Rails 2013                                               | США    | multiple Style Event, до LL66 кг | Золото |
| Турнір Степана Саргісяна 2013                                          | США    | вільна боротьба, до 66 кг        | Золото |
| Гран-прі «Іван Яригін» 2014                                            | США    | вільна боротьба, до 65 кг        | 10     |
| Золотий Гран-прі з боротьби 2014 (Баку)                                | США    | вільна боротьба, до 65 кг        | Золото |
| Гран-прі «Іван Яригін» 2015                                            | США    | вільна боротьба, до 65 кг        | Срібло |
| Гран-прі Парижа з боротьби 2015                                        | США    | вільна боротьба, до 65 кг        | Бронза |
| Beat the Streets 2015                                                  | США    | вільна боротьба, до 65 кг        | Золото |
| Гран-прі «Іван Яригін» 2016                                            | США    | вільна боротьба, до 65 кг        | 11     |
| Олімпійський кваліфікаційний турнір з боротьби 2016 (Фріско)           | США    | вільна боротьба, до 65 кг        | Бронза |

### Виступи на змаганнях молодших вікових груп
| Змагання                                      | Збірна | Вагова категорія          | Місце |
| --------------------------------------------- | ------ | ------------------------- | ----- |
| Чемпіонат світу з боротьби серед юніорів 2006 | США    | вільна боротьба, до 66 кг | 14    |